# Megarhyssa middenensis
Megarhyssa middenensis är en stekelart som beskrevs av Kamath och Gupta 1972. Megarhyssa middenensis ingår i släktet Megarhyssa och familjen brokparasitsteklar. Inga underarter finns listade i Catalogue of Life.